# IJF World Tour 2009
Il IJF World Tour 2009 è la prima edizione del circuito dell'International Judo Federation, composto da una serie di tornei internazionali di judo.

È iniziato il 7 febbraio e si è concluso il 13 dicembre, è composto da 9 tappe in 9 stati diversi situati  in Europa, Asia e America del Sud. 
Durante questa edizione si sono svolte le seguenti competizioni: 
- 1 Campionato del mondo
- 4 Grand Slam
- 4 Grand Prix

## I tornei
| Nº | Torneo                    | Sede                           | Data             | Resoconto | Rif.  |
| -- | ------------------------- | ------------------------------ | ---------------- | --------- | ----- |
| 1  | Paris Grand Slam          | Francia, Parigi                | 7 - 8 febbraio   | resoconto | [ 1 ] |
| 2  | Hamburg Grand Prix        | Germania, Amburgo              | 21 - 22 febbraio | resoconto | [ 2 ] |
| 3  | Tunis Grand Prix          | Tunisia, Tunisi                | 9 - 10 maggio    | resoconto | [ 3 ] |
| 4  | Moscow Grand Slam         | Russia, Mosca                  | 30 - 31 maggio   | resoconto | [ 4 ] |
| 5  | Rio de Janeiro Grand Slam | Brasile, Rio de Janeiro        | 4 - 5 luglio     | resoconto | [ 5 ] |
| 6  | World Championships       | Paesi Bassi, Rotterdam         | 26 - 30 agosto   | resoconto | [ 6 ] |
| 7  | Abu Dhabi Grand Prix      | Emirati Arabi Uniti, Abu Dhabi | 20 - 21 novembre | resoconto | [ 7 ] |
| 8  | Qingdao Grand Prix        | Cina, Qingdao                  | 28 - 29 novembre | resoconto | [ 8 ] |
| 9  | Tokyo Grand Slam          | Giappone, Tokyo                | 11 - 13 dicembre | resoconto | [ 9 ] |

## Vincitori dei tornei

### Donne
| Nº | Torneo                 | -48 kg              | -52 kg            | -57 kg               | -63 kg           | -70 kg          | -78 kg           | +78 kg          | Rif.   |
| -- | ---------------------- | ------------------- | ----------------- | -------------------- | ---------------- | --------------- | ---------------- | --------------- | ------ |
| 1  | Paris GS 2009          | Emi Tsuchiya        | Natalia Kuziutina | Ioulietta Boukouvala | Yoshie Ueno      | Lucie Decosse   | Céline Lebrun    | Wen Tong        | [ 10 ] |
| 2  | Hamburg GP 2009        | Tomoko Fukumi       | Misato Nakamura   | Telma Monteiro       | Yoshie Ueno      | Mina Watanabe   | Céline Lebrun    | Huanyuan Liu    | [ 11 ] |
| 3  | Tunis GP 2009          | Haruna Sakamoto     | Chiho Kagaya      | Nae Udaka            | Urška Žolnir     | Rasa Sraka      | Vera Moskalyuk   | Lucija Polavder | [ 12 ] |
| 4  | Moscow GS 2009         | Tomoko Fukumi       | Misato Nakamura   | Kaori Matsumoto      | Marielle Pruvost | Yoriko Kunihara | Yang Xiuli       | Maki Tsukada    | [ 13 ] |
| 5  | Rio de Janeiro GS 2009 | Frédérique Jossinet | Yuka Nishida      | Telma Monteiro       | Claudia Malzahn  | Lucie Decosse   | Céline Lebrun    | Mika Sugimoto   | [ 14 ] |
| 6  | Rotterdam WC 2009      | Tomoko Fukumi       | Misato Nakamura   | Morgane Ribout       | Yoshie Ueno      | Yuri Alvear     | Marhinde Verkerk | Wen Tong        | [ 15 ] |
| 7  | Abu Dhabi GP 2009      | Éva Csernoviczki    | Laura Gomez       | Barbara Harel        | Gévrise Émane    | Anett Meszaros  | Céline Lebrun    | Qian Qin        | [ 16 ] |
| 8  | Qingdao GP 2009        | Shoko Ibe           | Hongmei He        | Sarah Loko           | Miki Tanaka      | Asuka Oka       | Yang Xiuli       | Qian Qin        | [ 17 ] |
| 9  | Tokyo GS 2009          | Tomoko Fukumi       | Misato Nakamura   | Hitomi Tokuhisa      | Yoshie Ueno      | Mina Watanabe   | Akari Ogata      | Maki Tsukada    | [ 18 ] |

### Uomini
| Nº | Torneo                 | -60 kg            | -66 kg                      | -73 kg           | -81 kg               | -90 kg                   | -100 kg            | +100 kg             | Rif.   |
| -- | ---------------------- | ----------------- | --------------------------- | ---------------- | -------------------- | ------------------------ | ------------------ | ------------------- | ------ |
| 1  | Paris GS 2009          | Dimitri Dragin    | Masato Uchishiba            | Wang Ki-chun     | Song Dae-nam         | Yves-Matthieu Dafreville | Takamasa Anai      | Teddy Riner         | [ 19 ] |
| 2  | Hamburg GP 2009        | Rishod Sobirov    | Kim Joo-jin                 | Mansur Isaev     | Sirazhudin Magomedov | Yves-Matthieu Dafreville | Takamasa Anai      | Abdullo Tangriyev   | [ 20 ] |
| 3  | Tunis GP 2009          | Jeroen Mooren     | Sugoi Uriarte               | Bryan Van Dijk   | Ole Bischof          | Lorenzo Bagnoli          | Elco Van Der Geest | Anis Chedly         | [ 21 ] |
| 4  | Moscow GS 2009         | Hovhannes Davtyan | Khashbaataryn Tsagaanbaatar | Wang Ki-chun     | Siarhei Shundzikau   | Takashi Ono              | Hwang Hee-Tae      | Aleksandr Michajlin | [ 22 ] |
| 5  | Rio de Janeiro GS 2009 | Ludwig Paischer   | Alim Gadanov                | Dirk Van Tichelt | Ivan Nifontov        | Kirill Denisov           | Elco Van Der Geest | Daniel Hernandes    | [ 23 ] |
| 6  | Rotterdam WC 2009      | Heorhij Zantaraja | Khashbaataryn Tsagaanbaatar | Wang Ki-chun     | Ivan Nifontov        | Lee Kyu-Won              | Maxim Rakov        | Teddy Riner         | [ 24 ] |
| 7  | Abu Dhabi GP 2009      | Heorhij Zantaraja | Masashi Ebinuma             | Dirk Van Tichelt | Robert Krawczyk      | Dilshod Choriev          | Tagir Chajbulaev   | Islam El Shehaby    | [ 25 ] |
| 8  | Qingdao GP 2009        | Yunglong He       | Sanjaasuren Miyaragchaa     | Bang Gui-Man     | Ha Ji-Soo            | Hesham Mesbah            | Ramadan Darwish    | Keiji Suzuki        | [ 26 ] |
| 9  | Tokyo GS 2009          | Masaaki Fukuoka   | Masashi Ebinuma             | Wang Ki-chun     | Euan Burton          | Takashi Ono              | Hwang Hee-Tae      | Kazuhiko Takahashi  | [ 27 ] |

## Statistiche

### Individuale
Le persone meglio medagliate nei tornei Grand Slam:
| 1. | Wang Ki-chun |  | 3 |   |  |
| 2. | Takashi Ono  |  | 2 | 1 |  |
| 2. | Yoshie Ueno  |  | 2 | 1 |  |

Le persone meglio medagliate nei tornei Grand Prix:
| 1. | Céline Lebrun    |  | 2 |   |   |
| 1. | Yoshie Ueno      |  | 2 |   |   |
| 2. | Jeroen Mooren    |  | 1 | 1 | 2 |
| 2. | Dirk Van Tichelt |  | 1 | 1 | 2 |

Donna e uomo meglio medagliati in tutte le competizioni IJF durante l'anno:
| ♀ | Yoshie Ueno  |  | 5 | 1 |  |
| ♂ | Wang Ki-chun |  | 4 |   |  |

#### Medagliere
| Nr. | ♀/♂ | Nazione                     | Oro | Argento | Bronzo | Totale |
| --- | --- | --------------------------- | --- | ------- | ------ | ------ |
| 1   | ♀   | Yoshie Ueno                 | 5   | 1       | 0      | 6      |
| 2   | ♀   | Tomoko Fukumi               | 4   | 0       | 1      | 5      |
| 2   | ♀   | Misato Nakamura             | 4   | 0       | 1      | 5      |
| 3   | ♀   | Céline Lebrun               | 4   | 0       | 0      | 4      |
| 3   | ♂   | Wang Ki-chun                | 4   | 0       | 0      | 4      |
| 4   | ♂   | Dirk Van Tichelt            | 2   | 2       | 3      | 7      |
| 5   | ♂   | Takamasa Anai               | 2   | 1       | 1      | 4      |
| 5   | ♀   | Telma Monteiro              | 2   | 1       | 1      | 4      |
| 6   | ♂   | Khashbaataryn Tsagaanbaatar | 2   | 1       | 0      | 3      |
| 6   | ♂   | Takashi ono                 | 2   | 1       | 0      | 3      |

| Nr. | Nazione         | Oro | Argento | Bronzo | Totale |
| --- | --------------- | --- | ------- | ------ | ------ |
| 1   | Yoshie Ueno     | 5   | 1       | 0      | 6      |
| 2   | Tomoko Fukumi   | 4   | 0       | 1      | 5      |
| 2   | Misato Nakamura | 4   | 0       | 1      | 5      |
| 3   | Céline Lebrun   | 4   | 0       | 0      | 4      |
| 4   | Telma Monteiro  | 2   | 1       | 1      | 4      |
| 5   | Maki Tsukada    | 2   | 0       | 1      | 3      |
| 5   | Mina Watanabe   | 2   | 0       | 1      | 3      |
| 5   | Yang Xiuli      | 2   | 0       | 1      | 3      |
| 6   | Lucie Decosse   | 2   | 0       | 0      | 2      |
| 6   | Wen Tong        | 2   | 0       | 0      | 2      |

| Nr. | Nazione                     | Oro | Argento | Bronzo | Totale |
| --- | --------------------------- | --- | ------- | ------ | ------ |
| 1   | Wang Ki-chun                | 4   | 0       | 0      | 4      |
| 2   | Dirk Van Tichelt            | 2   | 2       | 3      | 7      |
| 3   | Takamasa Anai               | 2   | 1       | 1      | 4      |
| 4   | Khashbaataryn Tsagaanbaatar | 2   | 1       | 0      | 3      |
| 4   | Takashi ono                 | 2   | 1       | 0      | 3      |
| 5   | Ivan Nifontov               | 2   | 0       | 2      | 4      |
| 6   | Hwang Hee-Tae               | 2   | 0       | 0      | 2      |
| 6   | Matthieu Dafreville Yves    | 2   | 0       | 0      | 2      |
| 6   | Teddy Riner                 | 2   | 0       | 0      | 2      |
| 6   | Elco Van Der Geest          | 2   | 0       | 0      | 2      |
| 6   | Masashi Ebinuma             | 2   | 0       | 0      | 2      |
| 6   | Heorhij Zantaraja           | 2   | 0       | 0      | 2      |

### Nazionali
Le nazionali meglio medagliate ai campionati mondiali nel 2009:
| 1. | Giappone:      |  | 3 | 1 | 3 |
| 2. | Corea del Sud: |  | 2 |   | 3 |
| 3. | Francia:       |  | 2 |   | 2 |

Le nazionali meglio medagliate nei tornei Grand Slam:
| 1. | Giappone:      |  | 23 | 17 | 20 |
| 2. | Francia:       |  | 9  | 8  | 11 |
| 3. | Corea del Sud: |  | 6  | 4  | 6  |

Le nazionali meglio medagliate nei tornei Grand Prix:
| 1. | Giappone: |  | 14 | 10 | 11 |
| 2. | Francia:  |  | 6  | 4  | 9  |
| 3. | Cina:     |  | 5  | 6  | 6  |

#### Medagliere
| Nr. | Nazione       | Oro | Argento | Bronzo | Totale |
| --- | ------------- | --- | ------- | ------ | ------ |
| 1   | Giappone      | 40  | 28      | 34     | 102    |
| 2   | Francia       | 17  | 12      | 21     | 50     |
| 3   | Corea del Sud | 11  | 6       | 13     | 30     |
| 4   | Russia        | 10  | 5       | 18     | 33     |
| 5   | Cina          | 8   | 6       | 8      | 22     |
| 6   | Paesi Bassi   | 5   | 11      | 11     | 27     |
| 7   | Egitto        | 4   | 2       | 9      | 15     |
| 8   | Ucraina       | 3   | 5       | 6      | 14     |
| 9   | Uzbekistan    | 3   | 2       | 7      | 12     |
| 10  | Slovenia      | 3   | 1       | 3      | 7      |

| Nr. | Nazione     | Oro | Argento | Bronzo | Totale |
| --- | ----------- | --- | ------- | ------ | ------ |
| 1   | Giappone    | 30  | 15      | 21     | 66     |
| 2   | Francia     | 12  | 10      | 15     | 37     |
| 3   | Cina        | 7   | 5       | 7      | 19     |
| 4   | Slovenia    | 3   | 1       | 3      | 7      |
| 5   | Russia      | 2   | 2       | 6      | 10     |
| 6   | Portogallo  | 2   | 1       | 2      | 2      |
| 7   | Paesi Bassi | 1   | 6       | 6      | 13     |
| 8   | Ungheria    | 1   | 4       | 4      | 9      |
| 9   | Ucraina     | 1   | 3       | 3      | 7      |
| 10  | Germania    | 1   | 1       | 13     | 15     |

| Nr. | Nazione       | Oro | Argento | Bronzo | Totale |
| --- | ------------- | --- | ------- | ------ | ------ |
| 1   | Corea del Sud | 11  | 4       | 10     | 25     |
| 2   | Giappone      | 10  | 13      | 13     | 36     |
| 3   | Russia        | 8   | 3       | 12     | 23     |
| 4   | Francia       | 5   | 2       | 6      | 13     |
| 5   | Paesi Bassi   | 4   | 5       | 5      | 14     |
| 6   | Egitto        | 3   | 2       | 8      | 13     |
| 7   | Uzbekistan    | 3   | 2       | 7      | 12     |
| 8   | Mongolia      | 3   | 1       | 2      | 6      |
| 9   | Belgio        | 2   | 3       | 3      | 8      |
| 10  | Ucraina       | 2   | 2       | 3      | 7      |